# Hrabia De La Warr

## Informacje ogólne
- Dodatkowymi tytułami hrabiów De La Warr są:
  - wicehrabia Cantelupe
  - baron De La Warr
  - baron Buckhurst
- Najstarszy syn hrabiego De La Warr nosi tytuł lorda Buckhurst
- Rodową siedzibą hrabiów De La Warr jest Buchhurst Park w hrabstwie Sussex
- zatoka Delaware, od której nazwę wziął amerykański stan Delaware, została nazwana na cześć 3. barona De La Warr, który w latach 1610–1611 był gubernatorem kolonii Wirginii

Baronowie De La Warr 1. kreacji (parostwo Anglii)
- 1299–1320: Roger la Warr, 1. baron De La Warr
- 1320–1347: John la Warr, 2. baron De La Warr
- 1347–1370: Roger la Warr, 3. baron De La Warr
- 1370–1398: John la Warr, 4. baron De La Warr
- 1398–1427: Thomas la Warr, 5. baron De La Warr
- 1427–1451: Reginald West, 6. baron De La Warr
- 1451–1476: Richard West, 7. baron De La Warr
- 1476–1525: Thomas West, 8. baron De La Warr
- 1525–1554: Thomas West, 9. baron De La Warr

Baronowie De La Warr 2. kreacji (parostwo Anglii)
- 1572–1595: William West, 1. baron De La Warr
- 1595–1602: Thomas West, 2. baron De La Warr
- 1602–1618: Thomas West, 3. baron De La Warr
- 1618–1628: Henry West, 4. baron De La Warr
- 1628–1687: Charles West, 5. baron De La Warr
- 1687–1723: John West, 6. baron De La Warr
- 1723–1766: John West, 7. baron De La Warr

Hrabiowie De La Warr 1. kreacji (parostwo Wielkiej Brytanii)
- 1761–1766: John West, 1. hrabia De La Warr
- 1766–1777: John West, 2. hrabia De La Warr
- 1777–1783: William Augustus West, 3. hrabia De La Warr
- 1783–1824: John Richard West, 4. hrabia De La Warr
- 1824–1869: George John Sackville-West, 5. hrabia De La Warr
- 1869–1873: Charles Richard Sackville West, 6. hrabia De La Warr
- 1873–1896: Reginald Windsor Sackville, 7. hrabia De La Warr
- 1896–1915: Gilbert George Reginald Sackville, 8. hrabia De La Warr
- 1915–1976: Herbrand Edward Dundonald Brassey Sackville, 9. hrabia De La Warr
- 1976–1988: William Herbrand Sackville, 10. hrabia De La Warr
- 1988 -: William Herbrand Sackville, 11. hrabia De La Warr

Najstarszy syn 11. hrabiego De La Warr: William Herbrand Thomas Sackville, lord Buckhurst